# Red Bull Soapbox Race
O Red Bull Soapbox é uma corrida de carros de rolimã promovida pela Red Bull. O nome "Soapbox" é o termo em inglês para designar o tipo de veículo da corrida, ou seja, um carro construido sem motor que usa como propulsão somente o peso aplicado em um declive e que no Brasil pode ser comparado ao carrinho de rolimã.
O primeiro Red Bull Soapbox aconteceu em Bruxelas, na Bélgica, em 2000. No Brasil o primeiro "Soapbox" aconteceu no dia 8 de junho de 2008 em Fortaleza e no dia 21 de setembro de 2008 ocorreu em Porto Alegre, edição na qual foi recordista em inscrições (1.200) e de público (70 mil pessoas). Pelo mundo já ocorreram mais de 40 corridas em vários países.